# Bürgerwald (Nordpfälzer Bergland)
Der Bürgerwald ist eine Landschaft innerhalb von Rheinland-Pfalz, die einen Teilbereich des Nordpfälzer Berglandes bildet.

## Geographie

### Lage
Der Bürgerwald bildet den nördlichen Abschluss des Donnersbergmassivs und liegt im Osten des Nordpfälzer Berglandes. Nördlich schließt sich die Rheinhessische Schweiz, südlich der Donnersberg im engeren Sinne und südöstlich die Dannenfelser Randhügel an. Der größte Teil befindet sich innerhalb des Donnersbergkreises, ein kleinerer gehört zum Landkreis Alzey-Worms.
Zum Bürgerwald gehört der Westen der Gemarkung der Stadt Kirchheimbolanden; am östlichen Rand des Naturraums erstreckt sich der Stadtteil Haide. Ferner zählen der Süden der Gemarkung von Kriegsfeld, der Westen von Offenheim sowie die Gemeinden Gerbach, Ruppertsecken und Oberwiesen dazu.

### Berge
Höchste Erhebung ist der Große Krehberg, der 481,3 Meter erreicht. Weitere markante Erhebungen sind die Taubernheide (459,0 m), der Kuhkopf (430,7 m), das Albertskreuz (399,3 m) und der Kappelberg (358 m).

### Gewässer
Ein Großteil des Naturraums wird vom Ambach samt seinen Nebengewässern wie dem Bach vom Hermannskopf und dem Bach am Pfalzkopf sowie vom Wiesbach entwässert.